# Галанин, Иван Васильевич
Ива́н Васи́льевич Гала́нин (25 июля 1899 — 12 ноября 1958) — советский военачальник, генерал-лейтенант (1943).

## Биография
Родился в деревне Покровка ныне Воротынского района Нижегородской области.
В Красной Армии с 1919 года. В Гражданскую войну И. В. Галанин рядовым воевал на Восточном фронте. В 1921 году в должности командира отделения курсантов принимал участие в подавлении Кронштадтского восстания. В 1920 году вступил в РКП(б).
В межвоенный период с 1921 года И. В. Галанин командовал взводом и ротой курсантов в 1-й Советской объединённой военной школе РККА имени ВЦИК, затем ротой Управления коменданта Московского Кремля. Окончил военную школу им. ВЦИК (1923 год), Стрелково-тактические курсы усовершенствования комсостава РККА «Выстрел» им. Коминтерна (1931 год), Военную академию имени М. В. Фрунзе (1936 год). После окончания академии в 1936 году — помощник начальника отделения, начальник отдела, заместитель начальника штаба Забайкальского военного округа. С августа 1938 года — командир 57-й стрелковой дивизии, принимавшей участие в боях на реке Халхин-Гол летом 1939 года. С июня 1940 года — командир 17-го стрелкового корпуса Киевского особого военного округа.
В Великую Отечественную войну корпус Галанина в составе 18-й армии участвовал в приграничных сражениях, отражая наступление превосходящих сил противника на Правобережной Украине. В июле 1941 года корпус вёл ожесточённые бои на уманском направлении. В сложных условиях оперативно-тактической обстановки И. В. Галанин проявил твёрдость и настойчивость при ведении обороны и боевых действиях в окружении. С августа 1941 года И. В. Галанин — командующий 12-й армией Южного фронта, во главе которой участвовал в Донбасско-Ростовской оборонительной операции. С ноября — командующий 59-й армией Волховского фронта, участвовал в контрнаступлении под городом Тихвин. С апреля 1942 года — командующий армейской группой войск 16-й армии Западного фронта, в июне-августе — заместитель командующего 33-й армией этого же фронта, с августа заместитель командующего войсками Воронежского фронта. С октября 1942 года И. В. Галанин — командующий 24-й армией Донского фронта, которая участвовала в Сталинградской битве. За отличия в боях под Сталинградом командарм И. В. Галанин был награждён орденом Кутузова I степени, причём ему был вручен орден под № 1.
В конце января 1943 года управление армии выведено в резерв Ставки ВГК и в последующем передислоцировано в город Воронеж (Степной военный округ), где преобразовано в 4-ю гвардейскую армию. В апреле 1943 года назначен командующим 70-й армией Центрального фронта, которая участвовала в Курской битве. Армия под его командованием участвовала в отражении атак ударной группировки германской 9-й армии, пытавшейся прорваться к Курску с севера. С переходом советских войск в контрнаступление армия Галанина участвовала в Орловской операции, наступая на село Тросна, южнее села Кромы. После этого управление армии было выведено в резерв Ставки ВГК, а в сентябре И. В. Галанин вновь назначен командующим 4-й гвардейской армии. Армия под его командованием в составе Воронежского, затем Степного и 2-го Украинского фронтов участвовала в Белгородско-Харьковской наступательной операции. Развивая наступление, войска армии вышли к Днепру, форсировали его и в ноябре — декабре 1943 года в ходе Знаменской операции вели успешные бои по расширению плацдарма на криворожском направлении.
В январе 1944 года армия участвовала в Кировоградской наступательной операции. В конце января-феврале 1944 года И. В. Галанин — командующий 53-й армии 2-го Украинского фронта, которая под его руководством участвовала в окружении и уничтожении противника в Корсунь-Шевченковской операции. Затем с февраля по ноябрь 1944 года И. В. Галанин вновь командовал 4-й гвардейской армией, умело и твёрдо управлял её войсками в ходе Уманско-Ботошанской, Ясско-Кишинёвской и Будапештской наступательных операций.
После войны с ноября 1945 г. И. В. Галанин назначен заместителем командира 7-го стрелкового корпуса в Группе советских оккупационных войск в Германии. С 24 сентября 1946 года в отставке.
Скончался 12 ноября 1958 года в Москве. Похоронен на Введенском кладбище (17 уч.).

## Воинские звания
- Капитан (20.12.1935)
- Майор (17.02.1938)
- Полковник (16.08.1938)
- Комбриг (4.11.1939)
- Генерал-майор (4.06.1940)
- Генерал-лейтенант (27.01.1943)

## Награды
- Два ордена Ленина (13.09.1944, 21.02.1945)
- Два ордена Красного Знамени (1939, 3.11.1944 — за долголетнюю и безупречную службу в Красной Армии)
- Два Орден Кутузова I степени (28.01.1943, 28.04.1945)
- Орден Богдана Хмельницкого I степени (22.02.1944)
- медали:[1]
  - Медаль «За оборону Ленинграда»
  - Медаль «За оборону Сталинграда»
  - Медаль «За победу над Германией»
- Орден Боевого Красного знамени (МНР, 1939)
- Знак «Участнику боёв у Халхин-Гола»